# Doppeldeckerbus

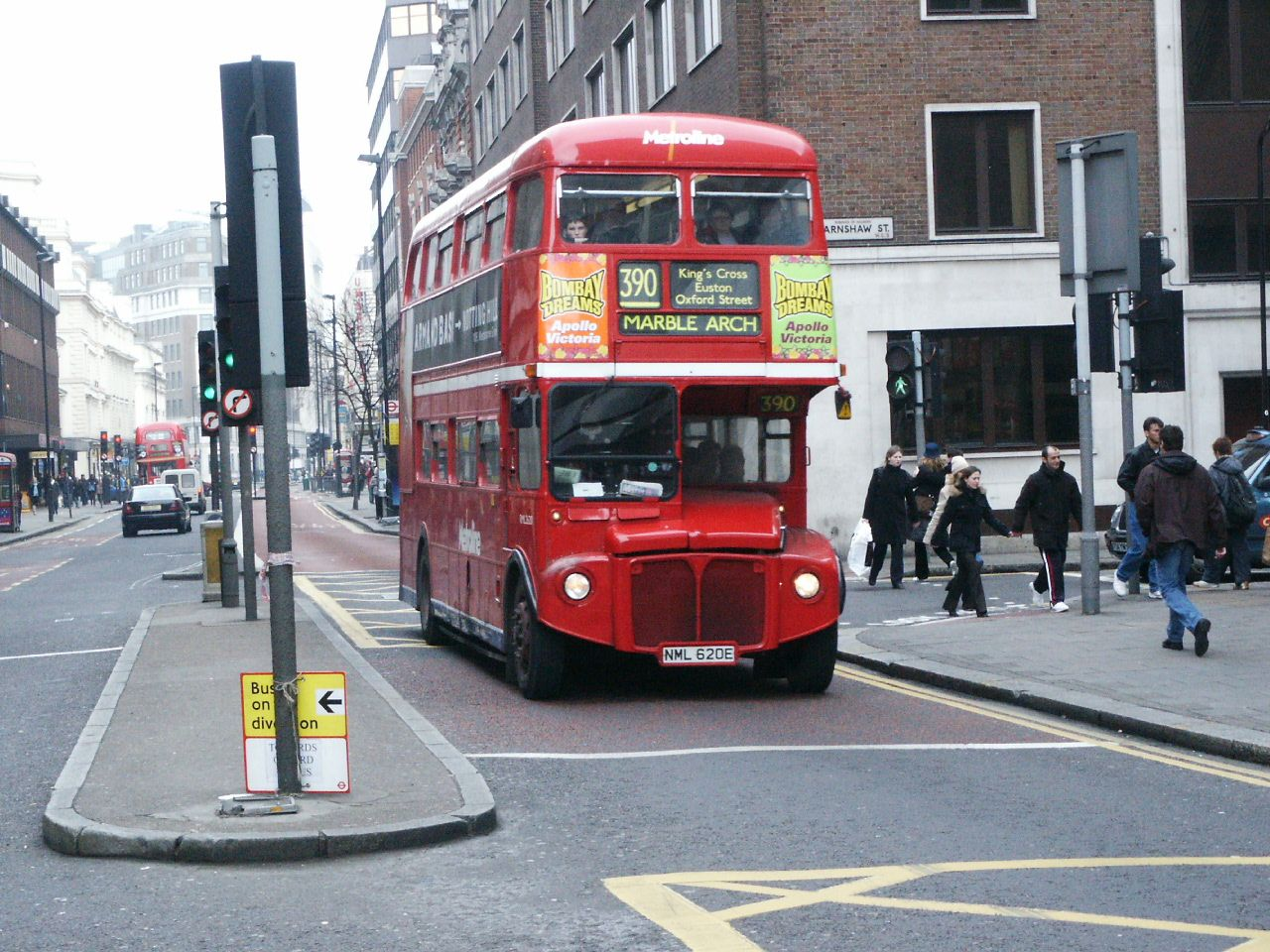
Historischer Routemaster RML2620 in London (2004). Dieser Bustyp wird traditionell als Musterexemplar eines Doppeldeckerbusses angesehen.

Als Doppeldeckerbus (auch Doppelstockbus, Doppeldeckeromnibus, Doppelstockomnibus, ugs. Doppeldecker beziehungsweise in Österreich Stockomnibus, Stockautobus oder Stockbus) wird ein Omnibus oder Oberleitungsbus bezeichnet, der über zwei Etagen für die Fahrgastbeförderung verfügt. Ist das Oberdeck offen, so spricht man von einem Decksitzwagen. Busse, die keine Doppeldecker sind, werden abgrenzend hierzu als Eindecker oder Niederdecker bezeichnet.

## Geschichte

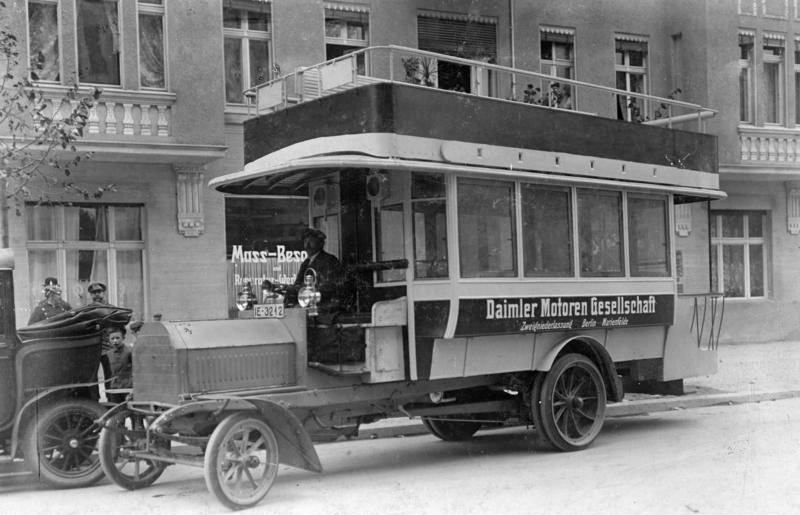
Daimler-Decksitzwagen, 1907

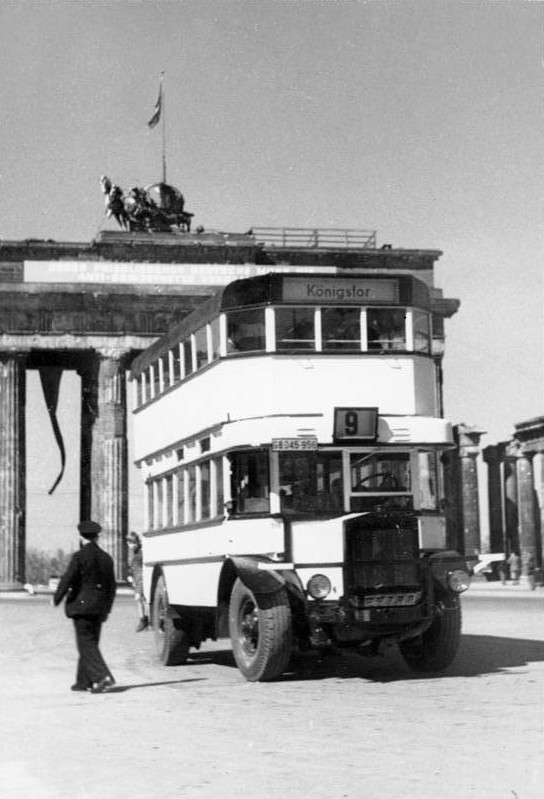
Doppeldeckerbus am Brandenburger Tor, Mai 1949

Entstanden sind Doppeldeckerbusse aus der Notwendigkeit, bei bereits knappem Verkehrsraum vor allem in Großstädten mehr Fahrgastkapazität zu schaffen. Daher war ihr Einsatz über viele Jahrzehnte vor allem der Öffentliche Nahverkehr in Metropolen wie London, Berlin, Hamburg oder Wien. Die Vorbilder der ersten Doppeldecker-Motorbusse, die Anfang des 20. Jahrhunderts erschienen, waren die Pferdeomnibusse, die in den Großstädten schon lange doppelstöckig waren. Die obere Etage dieser sogenannten Decksitzwagen konnte durch eine Treppe am Heck erreicht werden. Man unterscheidet Bauformen mit Längssitzen auf dem Oberdeck, unter denen Platz für die Vergrößerung der Stehhöhe des Unterdecks ist, und solche mit Quersitzen, die einfach auf das Dach des Unterdecks montiert wurden. Das Oberdeck hatte zunächst kein Dach und war somit nicht witterungsgeschützt. Erst seit den 1920er Jahren, nach der Einführung der Niederrahmen-Bauweise beim Fahrgestell und der damit verbundenen Reduzierung der Fußbodenhöhen beider Decks, wurden komplett geschlossene und verglaste Karosserien bei Doppeldeckerbussen die Regel. Seit den 1960er Jahren werden Doppeldeckerbusse vermehrt für Stadtrundfahrten verwendet; auch im Reiseverkehr werden Doppeldecker eingesetzt.
Doppeldeckaufbauten wurden früher meist von darauf spezialisierten Karosseriebaufirmen gefertigt, so wurden z. B. die für den Berliner Linienverkehr bestimmten Doppeldecker bei Firmen wie Gaubschat, Orenstein & Koppel oder Waggon Union aufgebaut. In der DDR wurden in den 1950er Jahren die Doppeldecker vom Typ Do 54 und Do 56 im Volkseigenen Betrieb Waggonbau Bautzen hergestellt. Sie wurden in Ost-Berlin, Leipzig, Rostock und einigen anderen Städten der DDR eingesetzt. Ein Wagen wurde nach Moskau verschenkt.
Nach dem 1960 in Kraft getretenen Busanhänger-Verbot in der Bundesrepublik Deutschland erschienen zunächst bei einigen Betrieben verstärkt so genannte Anderthalbdecker, bei denen nur der Heckbereich doppelstöckig ausgeführt wurde. Diese Bauart nahm aber mit der Verbreitung der heute üblichen Gelenkbusse wieder ab und verschwand schließlich in den 1970er Jahren wieder vom Markt.
Ein wesentlicher Nachteil von Doppeldeckerbussen im Stadtverkehr ist die ungleiche Verteilung der Fahrgäste auf die beiden Ebenen. So wurde beispielsweise in Wien früher das obere Stockwerk kaum genutzt, weil viele Fahrgäste fürchteten, an ihrer Zielhaltestelle nicht rechtzeitig zur Tür zu kommen.

## Aufbau
In Deutschland basieren Stadtlinien-Doppeldecker heute vorwiegend auf ihren Eindecker-Pendants in Niederflurbauweise, die für die größere Aufbauhöhe (die zulässige Gesamtmasse bleibt bei gleicher Achsanzahl unverändert) verstärkte Stoßdämpfer und Querstabilisatoren gegen seitliches Wanken erhalten. Um die Fahrgastkapazität zu erhöhen und moderne technische Anforderungen wie Klimaanlage und Abgasnachbehandlungssysteme auch gewichtsmäßig handhaben zu können, hat sich heute auch bei Fahrzeugen mit nur 12 m Länge die Ausrüstung mit drei Achsen durchgesetzt, von denen die letzte, die Nachlaufachse einfach bereift und friktions- oder aktiv gelenkt ist.
Konstruktionen aus anderen Ländern wie Großbritannien, Spanien, Portugal oder Polen basieren meist auf Niederflur-Chassis großer Bushersteller (z. B. ADL, Evobus, MAN Nutzfahrzeuge, Volvo, Scania), auf die dann Doppeldecker-Aufbauten gebaut werden.
Doppeldeckerbusse in selbsttragender Bauweise bieten seit jeher durch die niedrigen Einstiege und weitgehend ebene, stufenlose Durchgänge im Unterdeck den Vorteil einer gewissen Barrierefreiheit. Mit dem Aufkommen von Niederflur-Linienbussen bekamen auch Doppelstock-Busse im Linienverkehr stufenlose bzw. podestfreie Stellplätze für Rollstühle oder Kinderwagen. Zusätzlich wurden diese Fahrzeuge mit Einstiegshilfen wie Hubliften oder Rampen versehen. Im Reiseverkehr sind dagegen trotz stufenloser Einstiege auch die Fahrgastplätze im Unterdeck auf Podesten angeordnet, meist sind die Fahrzeuge auch voll bestuhlt, so dass Rollstühle nicht befördert werden können. In manchen zu Fernlinienbussen umgerüsteten Reisedoppeldeckern, wie dem ÖBB Intercity-Bus sind jedoch befahrbare Nischen im Bereich der (gegenüber der Serie breiteren) Hecktür für einen Rollstuhlplatz vorhanden, so dass diese Busse barrierefreies Reisen ermöglichen.

Durch die Verwendung von Leichtbaumaterialien und geringere Längen (9,6–10,6 m) werden Stadtbus-Doppeldecker für Großbritannien und Irland nach wie vor zweiachsig gebaut, während Überlandwagen und Stadtrundfahrtbusse oftmals dreiachsig sind, dann jedoch mit einer einfach bereiften und oft nicht gelenkten Vorlaufachse vor der Antriebsachse oder einer gelenkten Nachlaufachse ausgestattet. Britische Doppeldeckerbusse sind meist 4,4 m hoch und weisen dementsprechend innen größere Stehhöhen auf.

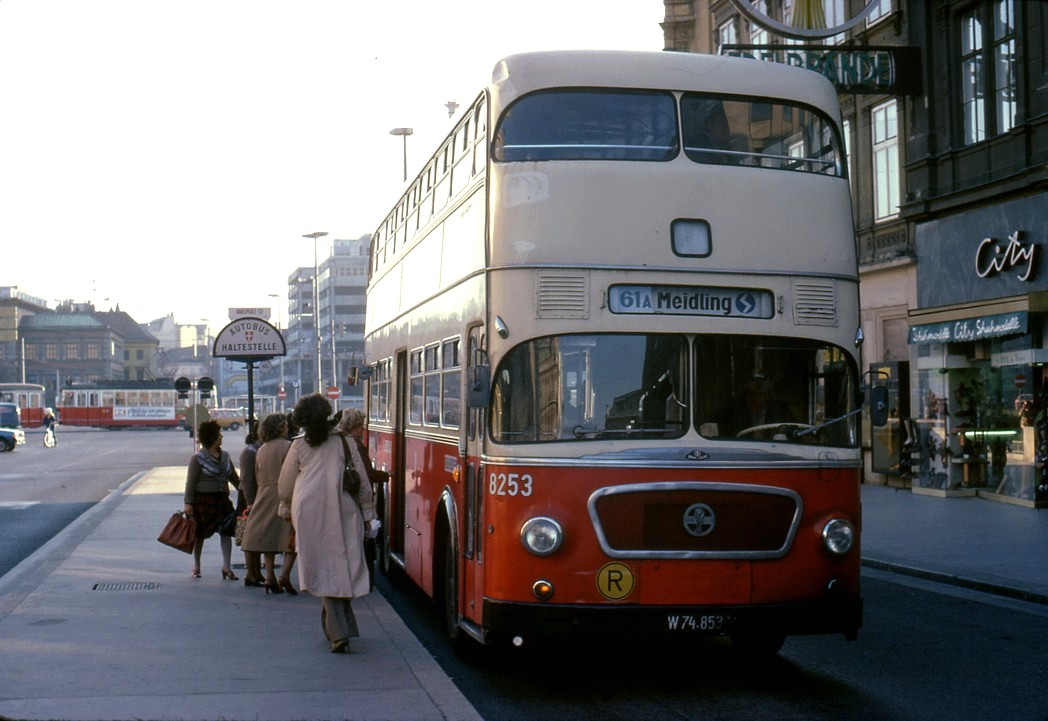
Ein Stockbus der Wiener Linien auf der Buslinie 61A an der Haltestelle Karlsplatz, Oktober 1979

Gemäß StVZO dürfen Busse in Deutschland 2,55 m breit, 4,0 m hoch und 13,5 m (Zweiachser), 15,0 m (Mehrachser) bzw. 18,75 m (Gelenkbus) lang sein. Doppelstöckige Stadtbusse überschreiten die Höhe teilweise mit einer Ausnahmegenehmigung, so waren die Doppeldeckerbusse im Berliner Stadtverkehr bis zu 4,12 m hoch (Typ DN, MAN ND 202) und konnten nur auf Strecken eingesetzt werden, die überall die dafür nötige lichte Höhe haben. In Großbritannien ist eine Höhe bis 15 Fuß (4,57 m) zulässig.
Doppeldeck-Reisebusse sind konstruktiv völlig eigenständig. Sie entstehen bei den großen Herstellern Neoman und Evobus in voll selbsttragender Bauweise oder bei kleineren Produzenten teilselbsttragend mit integrierten Fahrschemeln, die von großen Busherstellern (z. B. Evobus, MAN, Volvo, Scania) bezogen und mit einem Doppeldeckaufbau versehen werden. Drei Achsen sind hier seit vielen Jahren aufgrund der hohen Eigenmassen Stand der Technik. 15 m lange Doppeldeck-Reise- und Überlandwagen hat das Unternehmen Auwärter-Neoplan bereits zu Beginn der 1990er Jahre mit zwei Vorder- und zwei Hinterachsen ausgestattet, die alle gelenkt waren. Technische Probleme und der hohe technische Aufwand haben jedoch dazu geführt, dass nur eine recht kleine Anzahl an derartigen Wagen gebaut wurden.
Seit dem 1. Januar 2005 müssen nach EU-Norm neu in Verkehr gebrachte Doppeldeckerbusse, wenn mehr als 50 Sitzplätze im Oberdeck angeboten werden, mit zwei Treppen zwischen Unter- und Oberdeck ausgestattet sein, von denen eine links oder rechts über der Vorderachse und die zweite in Fahrzeugmitte oder im Heck (nur Stadtbusse) angeordnet ist.

## Einsatzgebiete im öffentlichen Personenverkehr
Doppeldeckerbusse werden am häufigsten im Nahverkehr in Großbritannien, Irland, Hongkong und Singapur verwendet. Jedoch existieren auch außerhalb dieser Länder Orte mit traditionellem Einsatz von Doppeldeckerbussen. In Berlin und London sind die für diese Städte typischen Doppeldeckbusse aus dem Straßenbild kaum wegzudenken.

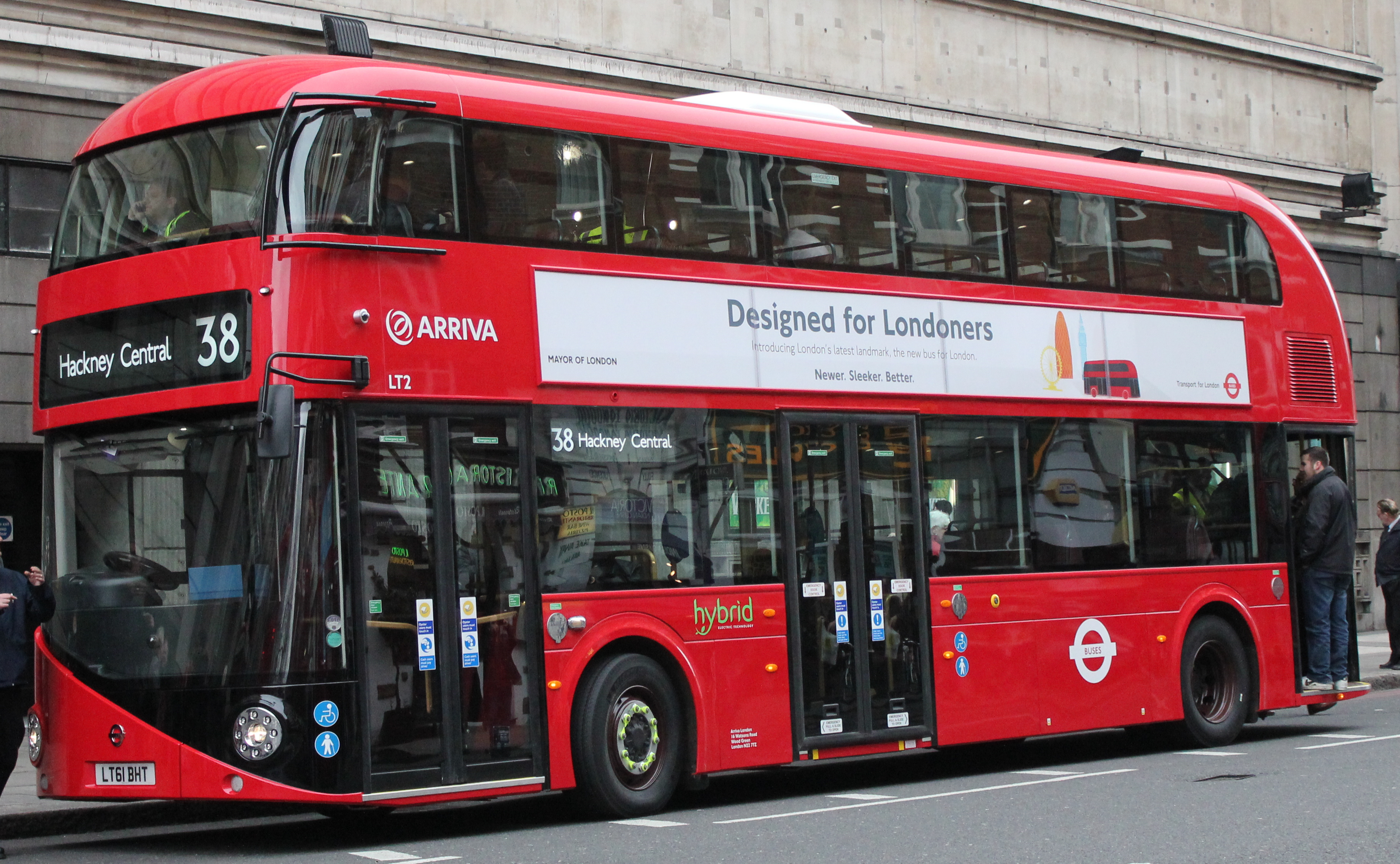
New Routemaster der Arriva auf der Linie 38 in London

### Nahverkehr

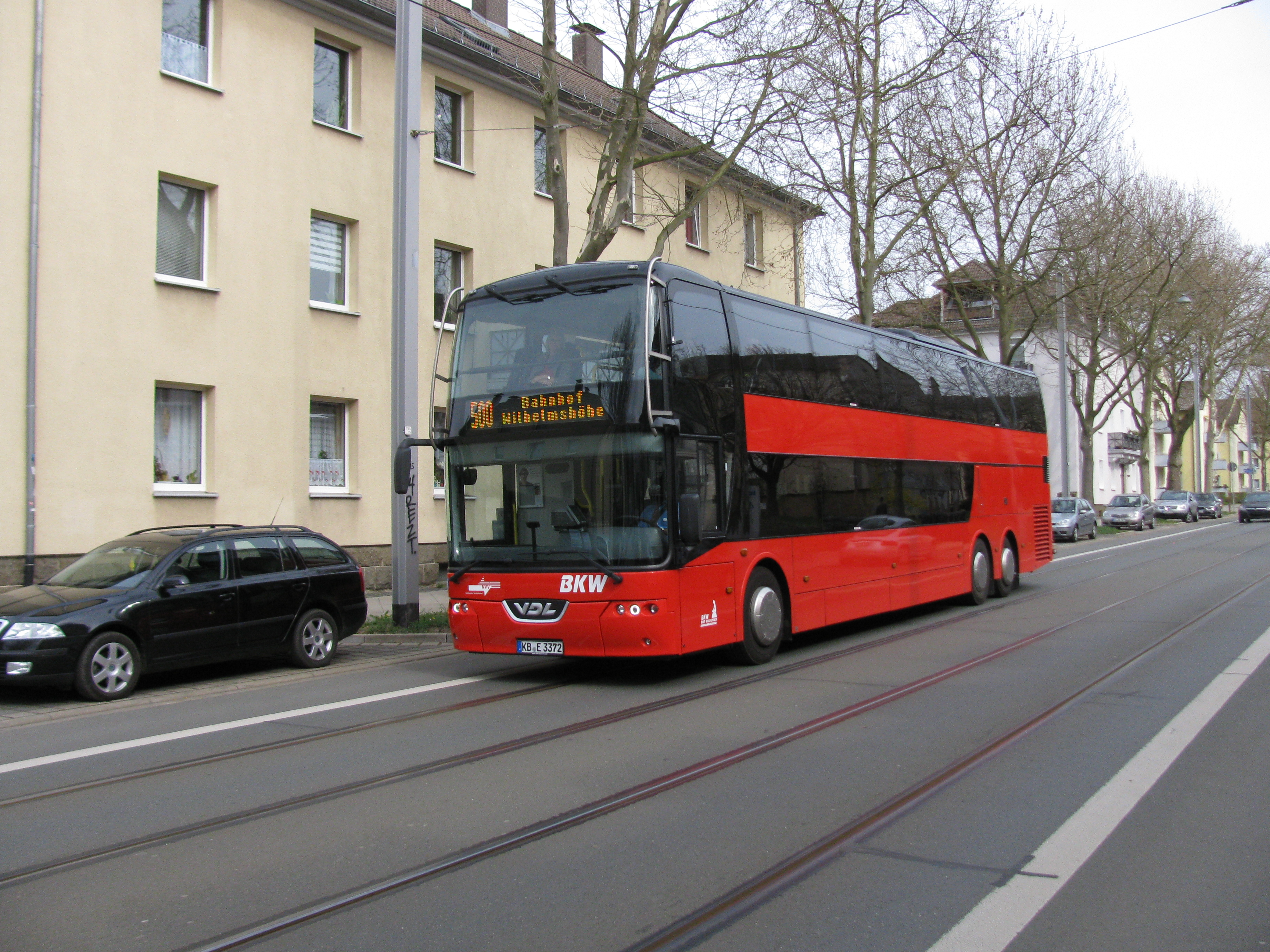
Auf der Expressbuslinie 500 Kassel – Bad Wildungen kommen Doppeldeckbusse zum Einsatz

#### Britische Inseln
In England fahren die double-deckers nicht nur in sehr vielen Städten, sondern auch als Linienbusse im Regionalverkehr, beispielsweise an der Südküste. Der berühmte Londoner Doppeldeckerbus Routemaster war der letzte noch eingesetzte Stadtbus in der klassischen Form mit Motor vorn und offenem Heckeinstieg mit dort befindlicher Treppe. Vor allem die nicht erfüllte Barrierefreiheit führte bis 2005 zum Ersatz durch moderne Niederflur-Doppeldecker und Gelenkbusse. Auch in früheren britischen Kolonien in Asien fahren viele Doppeldecker – beispielsweise in Hongkong (zu 90 Prozent), in Bombay und in Singapur (etwa 50 Prozent). Stadtbildprägend sind auch die grünen Doppeldeckerbusse in Dublin.

#### Mitteleuropa

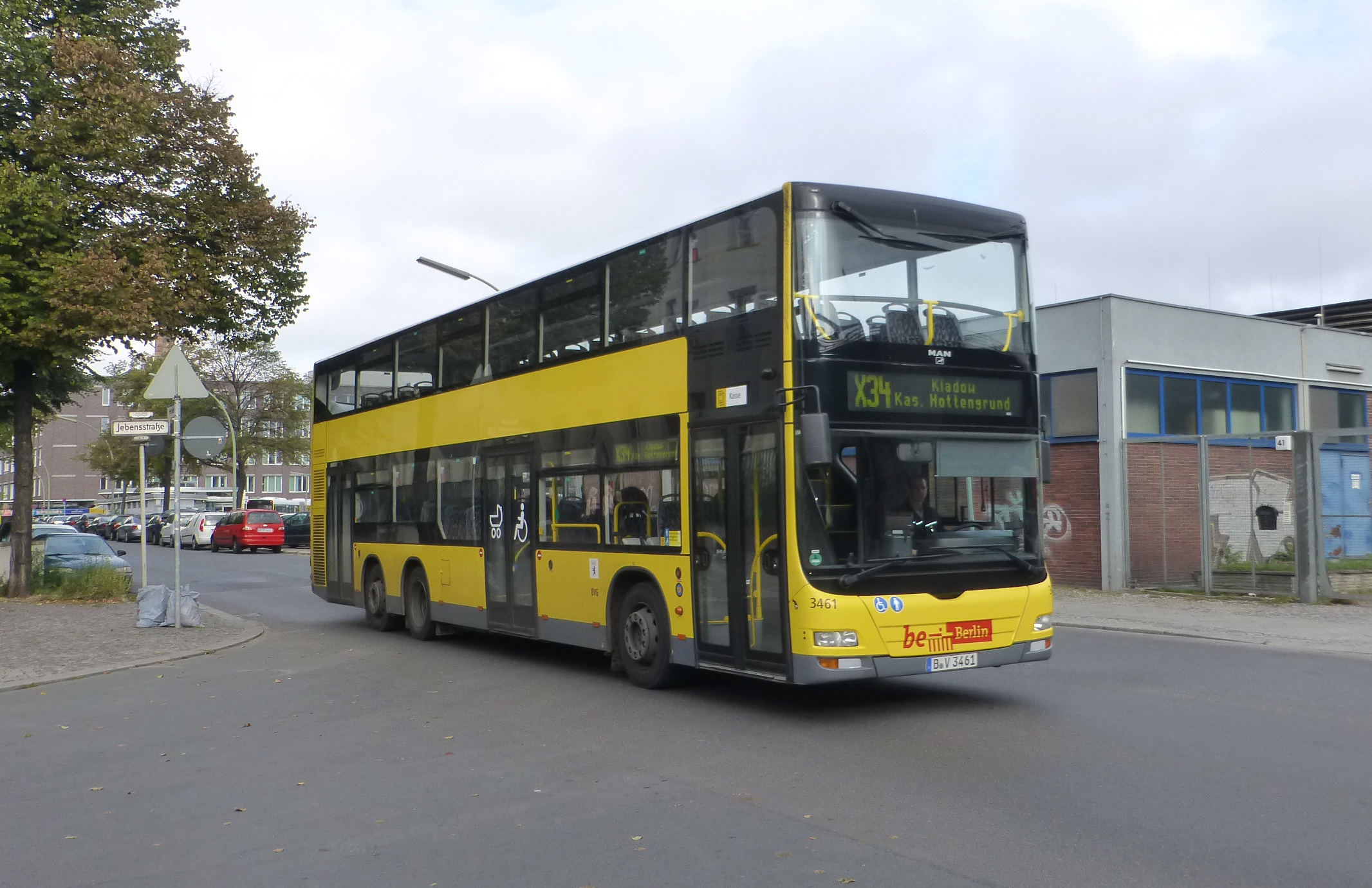
MAN Lion’s City der Berliner Verkehrsbetriebe (BVG) an der Betriebshaltestelle Hertzallee

Die deutschen Einsatzgebiete von Linien-Doppeldeckern sind vor allem Berlin, wo sie zuerst fuhren, und Aalen. In Aalen sind Busse des Modells Viseon LDD im Einsatz.
Seit 2004 fahren Doppeldecker auch im westfälischen Münsterland, die RVM setzt den Setra S431 DT auf den SchnellBus-Linien S90 Münster – Senden – Lüdinghausen und S71 Münster – Horstmar – Vreden ein. Auch auf der Linie S75 Münster – Borken – Bocholt fahren Doppeldeckerbusse.
Die Kahlgrund Verkehrs-GmbH (KVG) setzt zwei Doppeldeckbusse im Schülerverkehr ein, da die engen Straßen im Kahlgrund für Gelenkbusse nicht geeignet sind.
Vom 29. Juni 2012 bis zum 2. August 2012 war der Berliner Doppeldeckerbus Nummer 3543 auf der Linie 30/30E zwischen Nürnberg-Thon und Erlangen, Hugenottenplatz im Einsatz. Aufgrund der hohen Sitzplatzzahl, die ein Gelenkbus nicht bieten kann, testete die VAG Verkehrs-Aktiengesellschaft Nürnberg diesen Fahrzeugtyp.
In Frankfurt am Main wurde zwischen Dezember 2015 und Februar 2016 in Testeinsätzen auf regulären Buslinien (Linie 34, MAN ND 202; Linie 30, MAN Lion’s City DD A39) geprüft, ob in Zukunft wieder (wie schon von 1967 bis 1976) Doppeldeckbusse zur Kapazitätssteigerung auf bestimmten Linien in Frankfurt eingesetzt werden sollen, auf denen der Einsatz von Gelenkbussen wegen deren Länge nicht sinnvoll ist.
Seit dem Jahr 2015 kommen Setra S 431 DT Doppeldeckbusse auf der Verbindung Darmstadt – Flughafen Frankfurt Main (AIRLINER) zum Einsatz und seit Dezember 2016 werden auch auf der Expressbuslinie 500 Kassel – Bad Wildungen Doppeldeckerbusse eingesetzt. Diese ergänzen innerhalb Kassels die Stadtbusse, fahren dann ohne weiteren Halt bis Gudensberg über die Bundesautobahn 49, bevor sie anschließend als Überlandbusse über Fritzlar nach Bad Wildungen verkehren.
Auch auf der Schnellbuslinie 800 („Hochwald-Schnellbus“) von Idar-Oberstein über den Erbeskopf nach Trier kommen Setra-Doppeldeckbusse zum Einsatz. Die Fahrtzeit der Linie beträgt rund 90 Minuten.

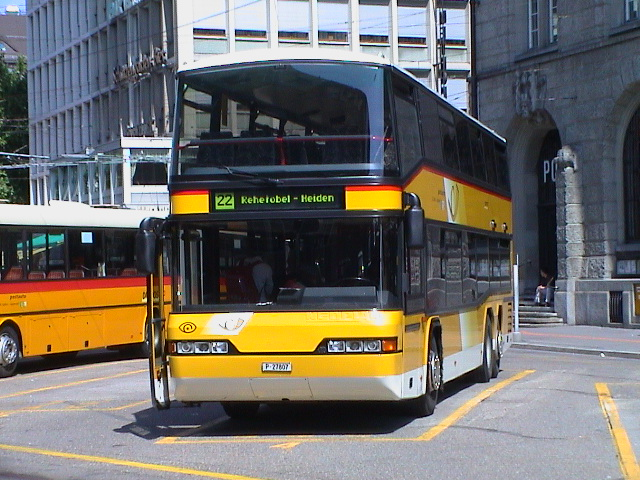
Mittlerweile ersetzter Neoplan-Doppelstockbus im Linienbetrieb in St. Gallen (2000)

In der Schweiz sind Doppeldeckbusse vor allem auf den Postauto-Linien in St. Gallen sowie auf den Linien im Toggenburg, über den Grimselpass, am Vierwaldstättersee sowie im jurassischen Val Terbi im Einsatz. Auch in Lausanne, Chur und dem Maggiatal sind solche Busse im Regionalverkehr anzutreffen.

#### Singapur

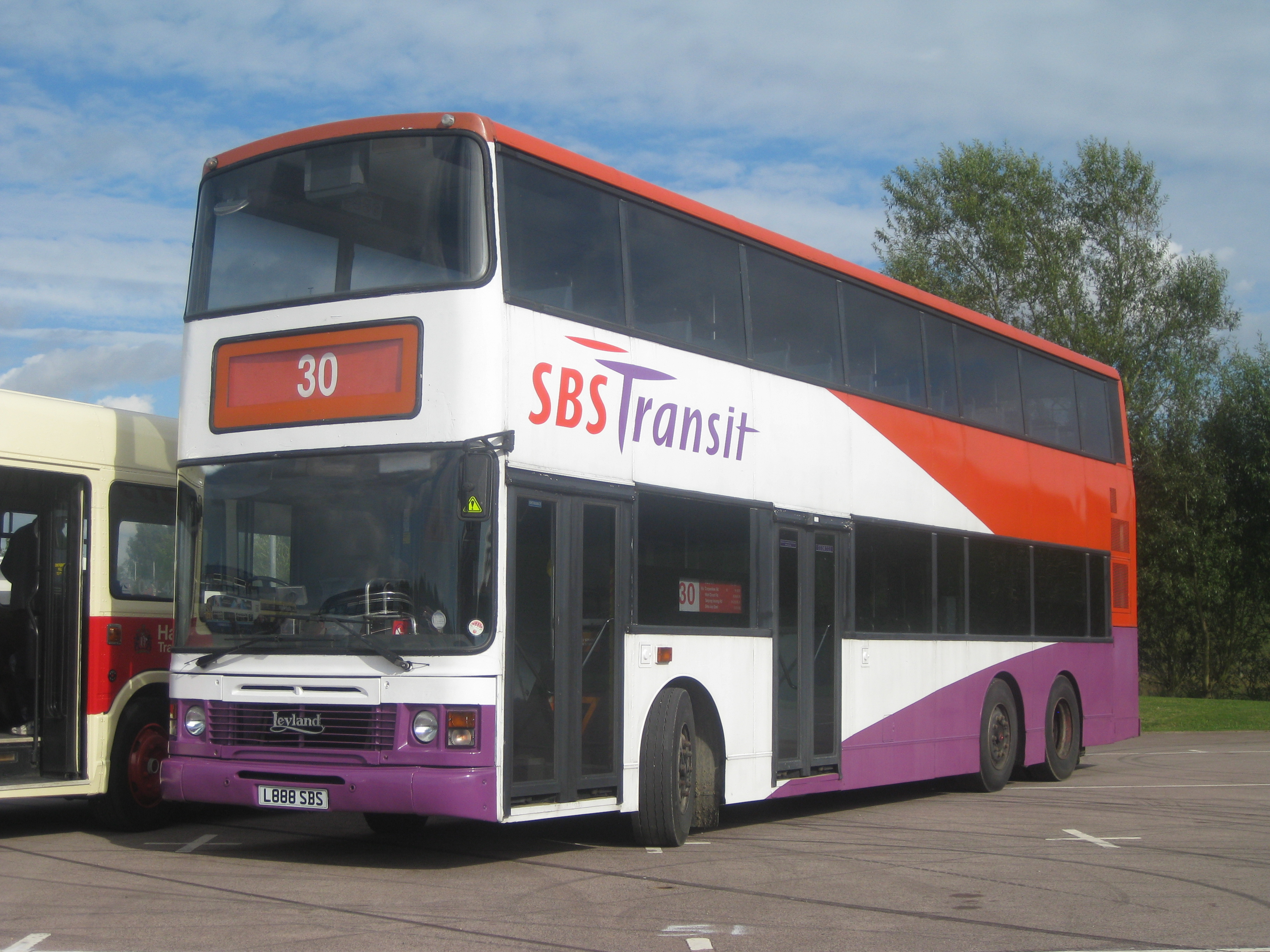
SBS Transit Leyland Olympian

Im Oktober 1953 wurde ein einzelner AEC Regent III Doppeldecker aus der Flotte der in Kuala Lumpur ansässigen General Transport Company zur Vorführung nach Singapur geschickt. Es wurde von der Singapore Traction Company zwei Wochen lang im Dienst eingesetzt. Danach wurde es von zwei chinesischen Busunternehmen inspiziert und dann nach Kuala Lumpur zurückgeschickt. Es folgten jedoch sofort keine Bestellungen für Doppeldecker. Obwohl Sentosa bereits von 1975 bis Anfang der 1980er Jahre mehrere ex-London-Doppeldeckerbusse wie den AEC Regent III „RT“ und den früheren Leyland Titan „RTL“ betrieb, wurden Doppeldecker am 13. Tampines Way - Shenton Way und anschließend wurden diese Busse zu Service 140 und 159. Der Erfolg der Leyland-Atlantean-Busse von 1977 führte dazu, dass SBS von 1978 bis 1984 weitere 500 Leyland Atlantean AN68-Busse kaufte, während auch Erprobung mehrerer Demonstratoren wie Volvo B55, Dennis Dominator, Scania BR112DH und Volvo B10MD Citybus gleichzeitig. Die nächste Charge von Doppeldeckbussen wurde von 1984 bis 1986 eingeführt und bestand aus dem Mercedes-Benz O 305 und dem Leyland Olympian, deren Karosserien beide von Walter Alexander Coachbuilders mit einer R-Karosserie aufgebaut wurden.
1993 wurde der erste klimatisierte 12 Meter lange Doppeldeckerbus, der Leyland Olympian 3-Achser (im Gegensatz zu den durchschnittlichen 10,5 Meter oder 34 Fuß Länge) als "Superbus" auf den Markt gebracht. Den ursprünglichen 200 „Superbussen“ folgten von 1994 bis 2000 weitere 471 Volvo Olympian 3-Achs-„Superbusse“ und 100 nicht klimatisierte Volvo Olympian. Der Volvo B10TL, der erste stufenlose, niederflurige „Superbus“, wurde 1999 auf den Markt gebracht, 2001 folgten 20 Niederflurbusse auf Dennis Trident 3. Die ersten rollstuhlgerechten Doppeldeckerbusse auf Volvo B9TL wurden 2006 eingeführt; 2014 hatte SBS Transit über 1631 dieser Busse im Einsatz.
Einige der bestehenden Doppeldecker im Besitz von SMRT Buses und SBS Transit wurden im Rahmen des Busvertragsmodells an die neuen Betreiber Tower Transit und Go-Ahead übergeben. Nachbestellungen von B9TL- und A95-Bussen werden von der Land Transport Authority vorgenommen, sind in einem satten Grün lackiert (anstelle der betreiberspezifischen Lackierungen von SMRT und SBS Transit) und werden von allen Betreibern verwendet. Derzeit gibt es in Singapur mehr als 3000 Doppeldeckerbusse, die alle klimatisiert und rollstuhlgerecht sind. Ab 2018 eingeführte neuere Einheiten sind ebenfalls Euro-VI-konform und mit USB-Ladeanschlüssen und visuellen Fahrgastinformationsanzeigen ausgestattet.
Im März 2017 wurde der erste dreitürige, zweistufige 12,8 m lange Doppeldeckerbus in Singapur von Tower Transit mit dem Kennzeichen SG5999Z für eine sechsmonatige Testphase eingeführt. Danach wurde der Bus an SBS Transit übergeben. Der Test war erfolgreich und die Land Transport Authority kaufte im April 2019 weitere 100 3-türige Doppeldeckerbusse der Baureihen Alexander Dennis Enviro500 und MAN A95. Im April 2018 hat SBS Transit einen einzigen Volvo B8L in Betrieb genommen, der als SG4003D registriert ist. Bis 2020 wurden auch vollelektrische Yutong E12DD Doppeldeckerbusse eingeführt.
Der New Routemaster besuchte Singapur auch zweimal, in den Jahren 2014 und 2016.

### Fernverkehr
Seit der Liberalisierung des Fernbuslinienverkehrs in Deutschland im Jahr 2013 setzen einige Betreiber auch Doppeldeck-Reisebusse auf ausgewählten Linien ein. Zuvor wurden jedoch schon im Berlin-Verkehr Reisedoppeldecker von den dort ansässigen Unternehmen eingesetzt.
In Österreich werden Doppelstockbusse vor allem auf den Linien zwischen Wien und dem Burgenland der Wiener Firmengruppe Dr. Richard, auf der Linie zwischen Litschau (Oberes Waldviertel) und Wien des Unternehmens Frank Reisen aus Heidenreichstein sowie auf einigen Linien des Wieselbus-Liniennetzes in Niederösterreich eingesetzt. ÖBB-Postbus setzt Doppeldeck-Reisebusse (Setra S 431 DT) auf einigen stark nachgefragten Regionallinien in der Steiermark und Oberösterreich sowie als Intercitybus zum Bahntarif ein.
Seit Juni 2011 ist die von Nobina im Auftrag von Storstockholms Lokaltrafik betriebene Linie 676 von Stockholm ins 83 Kilometer entfernte Norrtälje von Gelenkbussen auf Doppeldeckerbusse umgestellt worden. Damit ist nach etwa 35 Jahren der Doppeldeckerbus wieder nach Stockholm zurückgekehrt. Die Busse wurden vom niederländischen Hersteller VDL Berkhof hergestellt.

### Orte mit eingestellter Doppeldeckerbus-Nutzung
In Lübeck endete am 30. Dezember 2007 die Ära der Doppeldeckbusse nach gut 62 Jahren. Der Doppeldecker-Liniendienst bei der Lübeck-Travemünder Verkehrsgesellschaft (LVG) zwischen Lübeck und Travemünde wurde am 1. Juni 1945 mit drei Berliner Doppeldeckbussen aufgenommen, die es im Krieg nach Lübeck verschlagen hatte. Zwei von ihnen waren ausgebrannt, einer war im Obergeschoss noch mit einem Feuerstand für Maschinengewehre ausgerüstet. Zuletzt wurden umgebaute Setra-Reisebusse eingesetzt, die aber 11 Jahre alt und schon eine Million Kilometer gefahren waren. Die Ersatzteilversorgung dieser Busse war zu teuer geworden, ferner ist das Lübecker Burgtor, das von den Linienbussen durchfahren wird, sehr eng und für andere Fahrzeuge auf 3,8 Meter in der Höhe begrenzt. Deshalb bedienen seit dem 31. Dezember 2007 Gelenkbusse die Strecke von Lübeck nach Travemünde.
Von 1993 bis 2004 setzte die Chemnitzer Verkehrs-Aktiengesellschaft (CVAG) bis zu sieben vierachsige Doppeldeckerbusse (fünf eigene Omnibusse sowie zwei Leihfahrzeuge) des speziell entwickelten Typs Neoplan Megashuttle (vierachsig, 15 m lang) ein. Auch in Lübeck kam diese Fahrzeugbaureihe bei der LVG eine Weile zum Einsatz.
In Waiblingen bei Stuttgart fuhren Doppeldeckerbusse bis zum Jahr 2000. Weitere Linien-Doppeldecker gab es früher auch in Hamburg (1953–1957 in Hamburg-Harburg auch als Doppeldeck-Oberleitungsbusse), Frankfurt am Main, Offenbach am Main, Mönchengladbach, Aachen, Wien und Stockholm.
In Kopenhagen wurden von 2001 bis 2012 Doppeldeckerbusse auf den Linien 250S (2001–2012), 10 (2001–2003), 72E (2002+2003), 15 (2003–2007), 650S (2003+2004), 65E (2004–2012) und 66 (2011+2012) verwendet. Die Ära endete auf der Linie 250S am 21. Oktober 2012, die Doppeldecker wurden durch 13,7-m-Busse abgelöst.
Der Einsatz von Doppeldeckern von Saviem bei der RATP im Stadtverkehr von Paris beschränkte sich auf Ende der 1960er bis Mitte der 1970er Jahre.

## Reisebusse

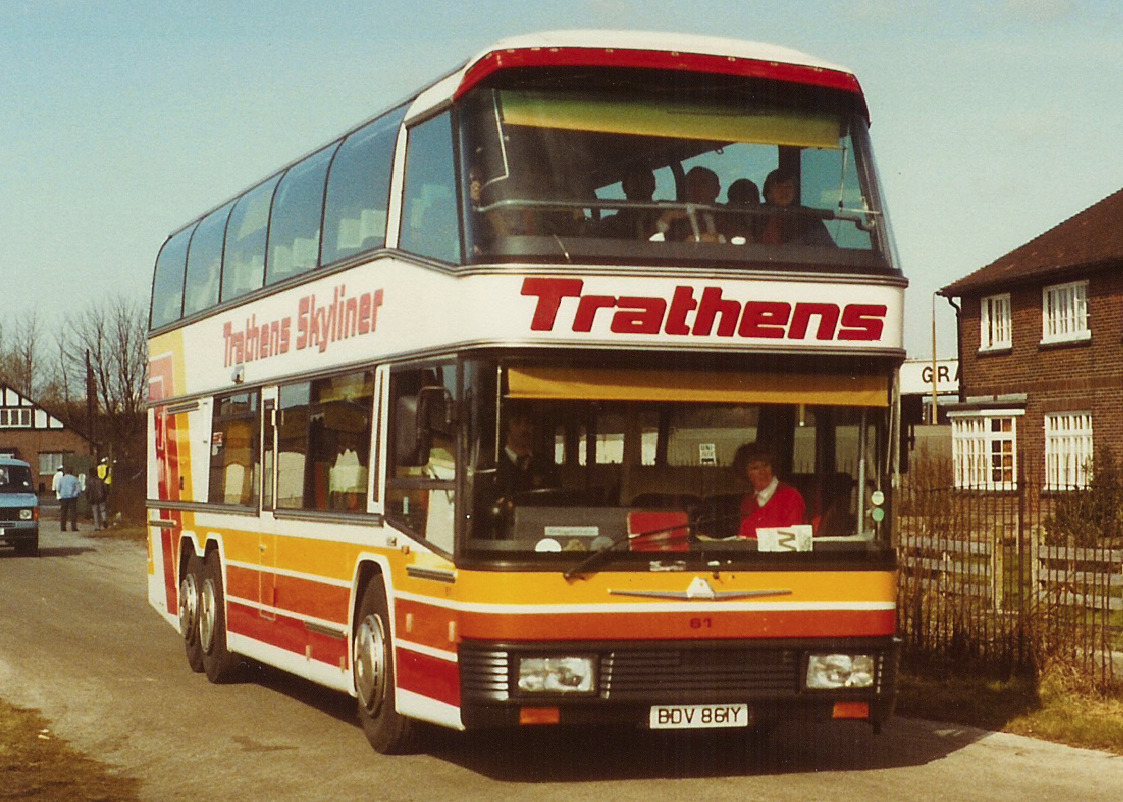
Doppeldeckreisebus Typ Neoplan Skyliner aus den 1980er Jahren

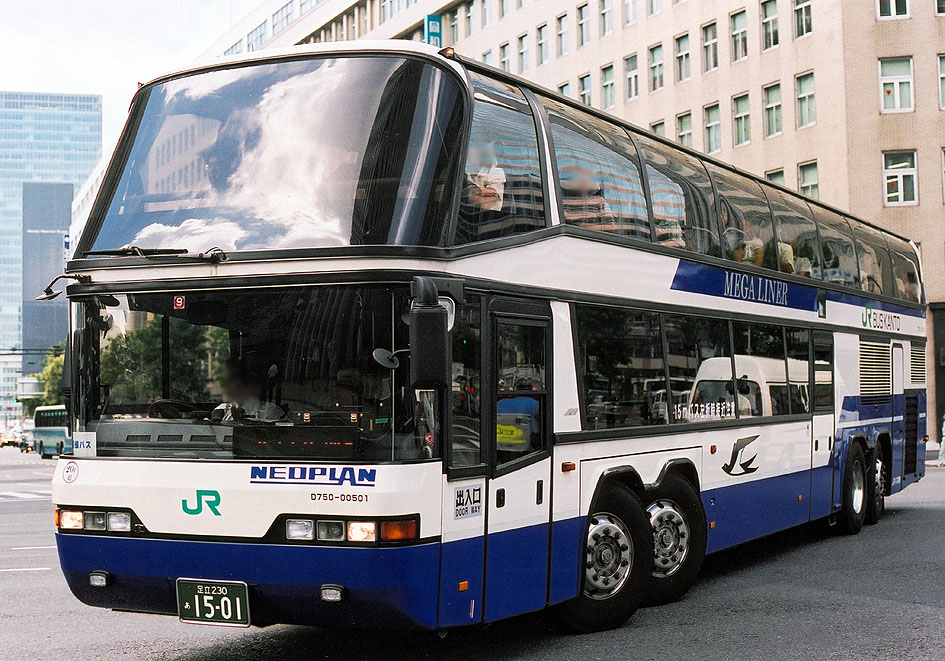
Vierachsiger Neoplan Megaliner mit Rechtslenkung der JR-Tochter JR BUS Kanto

Für den Reiseverkehr gedachte Doppeldeckerbusse sind in der Regel mit gehobenen Komfortmerkmalen wie Garderobe, WC oder Bordküche ausgestattet. Sie bieten Platz für etwa 70 Reisende. Die Fahrgäste im Oberdeck haben den Vorteil eines besseren Überblicks auf das Straßengeschehen – es sind allerdings gegenüber einstöckigen Bussen höhere Sicherheitsanforderungen gestellt. Doppelstockreisebusse werden auch für Fernbuslinien eingesetzt.
Durchgesetzt haben sich für Reisedoppeldecker mittlerweile Fahrzeuglängen von 13–14 Metern, nutzten sie bis vor einigen Jahren noch die bis dahin gesetzlichen Höchstmaße von 12 m Länge, 4 m Höhe und 2,5 m Breite aus. In Deutschland produzieren nur noch die Bushersteller Setra mit dem S 531 DT und Neoplan mit der Skyliner-Reihe Doppeldeck-Reisebusse in geringen Stückzahlen. Eine Zeit lang produzierte Neoplan unter der Bezeichnung „N128/4 Megaliner“ den eingangs genannten, vierachsigen 15-m-Doppeldecker, der bei größter Bestuhlungsdichte 107 Sitzplätze bot. Dennoch blieben diese Fahrzeuge – wie auch der Doppeldecker-Gelenkbus „N138/4 Jumbocruiser“ aus gleichem Hause eher eine Randerscheinung, da viele Länder die Einreise überlanger Fahrzeuge entweder an kostspielige Genehmigungen knüpften oder ganz verweigerten.
Da aber trotz der Zuwächse im deutschen Fernbusverkehr die Nachfrage an Busreisen (insbesondere Ausflugsfahrten und Ferienziel-Reisen) in den letzten Jahrzehnten generell zurückging, sind die Omnibusbetriebe gezwungen, Fahrzeuge möglichst kostengünstig zu beschaffen bzw. ihre Beschaffungszyklen auszudehnen. Vermehrt wird zu einfacheren Hochdeckermodellen auch aus ausländischer Fertigung gegriffen. Nicht zuletzt sank der Marktanteil an Reisedoppeldeckern auch durch die Produktion von Bussen mit Überlänge (13–15 m), die als Hochdecker annähernd gleiche Sitzplatzkapazitäten bei wesentlich höherem Platzangebot (insbesondere beim Kofferraum) bieten. Ein Nachteil von Reisedoppeldeckern ist die geringe Kopffreiheit und Stehhöhe auf beiden Etagen und der zum Sitzplatzangebot gesehen äußerst geringe Kofferraum, der sich aus Platzgründen auf den hinteren Achsen befindet und der ggfs. noch durch eine ausklappbare Fahrerkoje bzw. mitgeführte Wassertanks für WC und Bordküche reduziert wird. Es ist jedoch möglich, durch umlegbare Sitze im Innenraum oder einen Kofferträger am Heck (in Fahrerkreisen auch „Rucksack“ genannt) die Kapazität zu erhöhen.
Wurden bis vor einigen Jahrzehnten Doppeldeckerbusse auch ihrem Bestimmungszweck nach als „Massentransportmittel“ eingesetzt und vom Unternehmer oft auch die höchstmögliche Sitzplatzkapazität gewählt (rund 80 Plätze bei vorhandener Toilette), so geht man heute aus Komfortgründen dazu über, den Sitzabstand auch aus Klassifizierungsgründen großzügig zu gestalten und den verfügbaren Raum für den Reisekomfort zu nutzen, in dem beispielsweise das Unterdeck eine Lounge oder eine Cafébar beherbergt. Viele Hersteller bieten solche Einrichtungen auch werksseitig an.

## Sightseeing- und Werbebusse

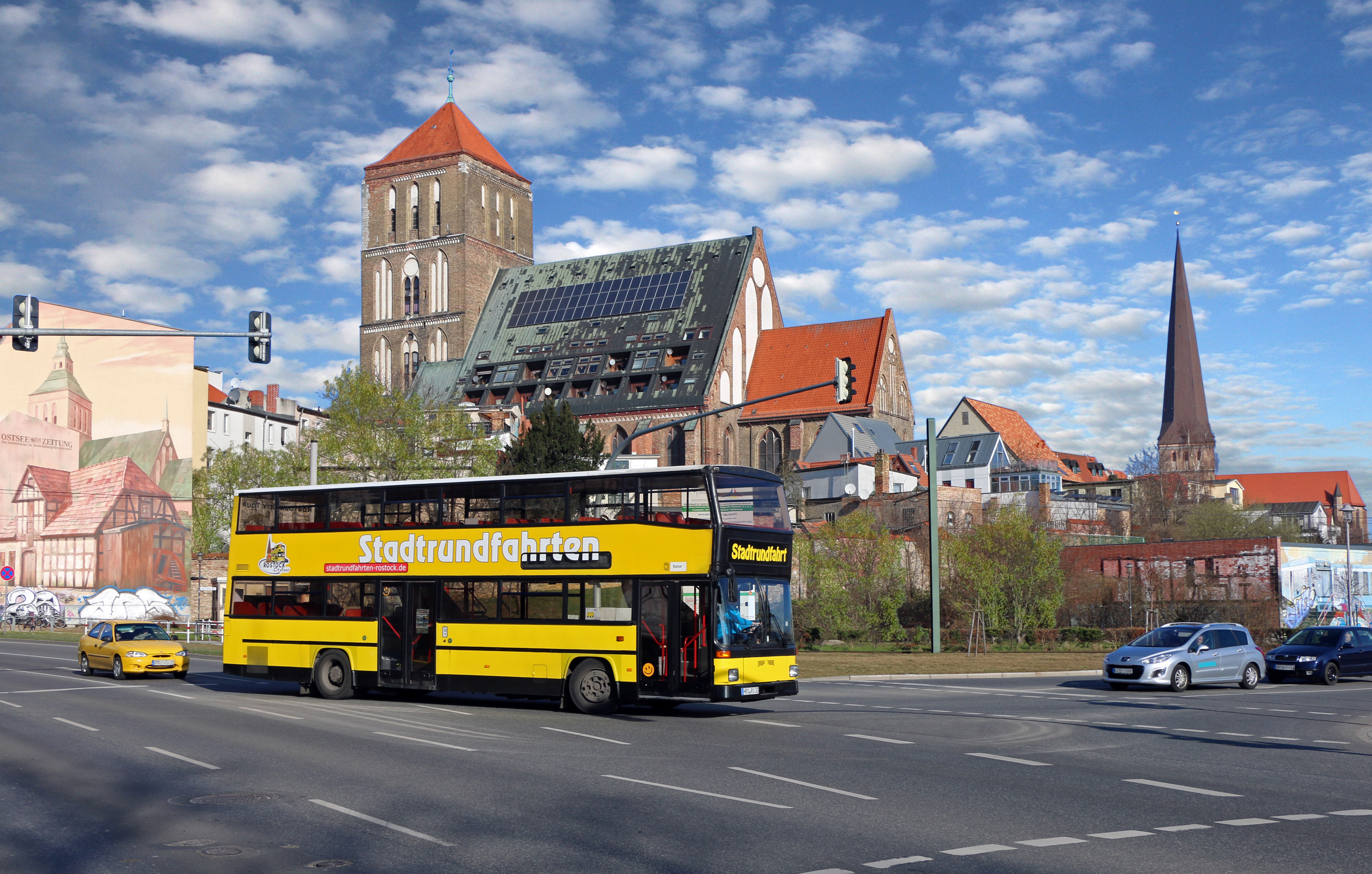
Stadtrundfahrt in einem Doppelstockbus, der ehemals im Linienverkehr der Berliner Verkehrsbetriebe eingesetzt war, hier in Rostock an der Nikolaikirche

In sehr vielen Großstädten werden heute Doppeldeckerbusse, teils mit offenem Oberdeck, als Sightseeing-Rundfahrtbusse eingesetzt. In Deutschland werden dazu häufig aus dem Liniendienst geschiedene (meist ehemalige Berliner) Doppeldecker benutzt. Sofern keine Ausnahmeregeln greifen, müssen aufgrund der Umweltzonen in vielen Großstädten diese Fahrzeuge nunmehr den dortigen Abgasnormen entsprechen, die sie mit der Ursprungsmotorisierung nicht mehr erfüllen würden. Sightseeing-Busse, bei denen eine Nachrüstung mit einem Partikelfilter nicht mehr möglich ist, sind mit neuen Dieselmotoren – teils anderer Hersteller wie Mercedes-Benz oder DAF – remotorisiert, die dann der geforderten Euro-Norm entsprechen.
Einige Omnibushersteller bieten solche Sightseeing-Fahrzeuge auch ab Werk an. So bot Auwärter-Neoplan schon in den 1960er Jahren unter der Bezeichnung „Do-Lux Hamburg“ einen Doppeldecker mit Panoramaverglasung und so genannter „Fischgrätbestuhlung“ an, bei der zwei längs zur Fahrtrichtung angeordnete, in Wagenmitte befindliche durchgehende Sitzreihen schräg zu den Fahrgastfenstern hin orientiert waren. Später wurden Reisebusse aus der Skyliner-Serie verwendet, teilweise mit bodentief gezogener Verglasung im Oberdeck, dafür fehlenden Einrichtungen wie WC oder Bordküche; auch war die Bestuhlung gegenüber einem Fernreisebus vereinfacht und auf hohe Beförderungskapazität ausgelegt.
Nach der Außerdienststellung in ihren ursprünglichen Betrieben bieten sich die Linien-Doppeldecker als Gebrauchtwagen aufgrund ihrer auffälligen Form, häufig auch als Werbefahrzeuge, zur Anmietung als Partywagen oder teilweise als reine Schulbusse, auch in anderen Regionen an. So sind in Deutschland sogar alte englische Doppeldecker als Werbewagen anzutreffen, meist handelt es sich hier um Fahrzeuge des Typs Bristol Lodekka, die vielfach im Überlandverkehr eingesetzt wurden. Im Gegensatz zu den in London eingesetzten AEC Routemaster überschreiten diese nicht die in Deutschland maximal erlaubte Fahrzeughöhe.

## Gelenkbusse

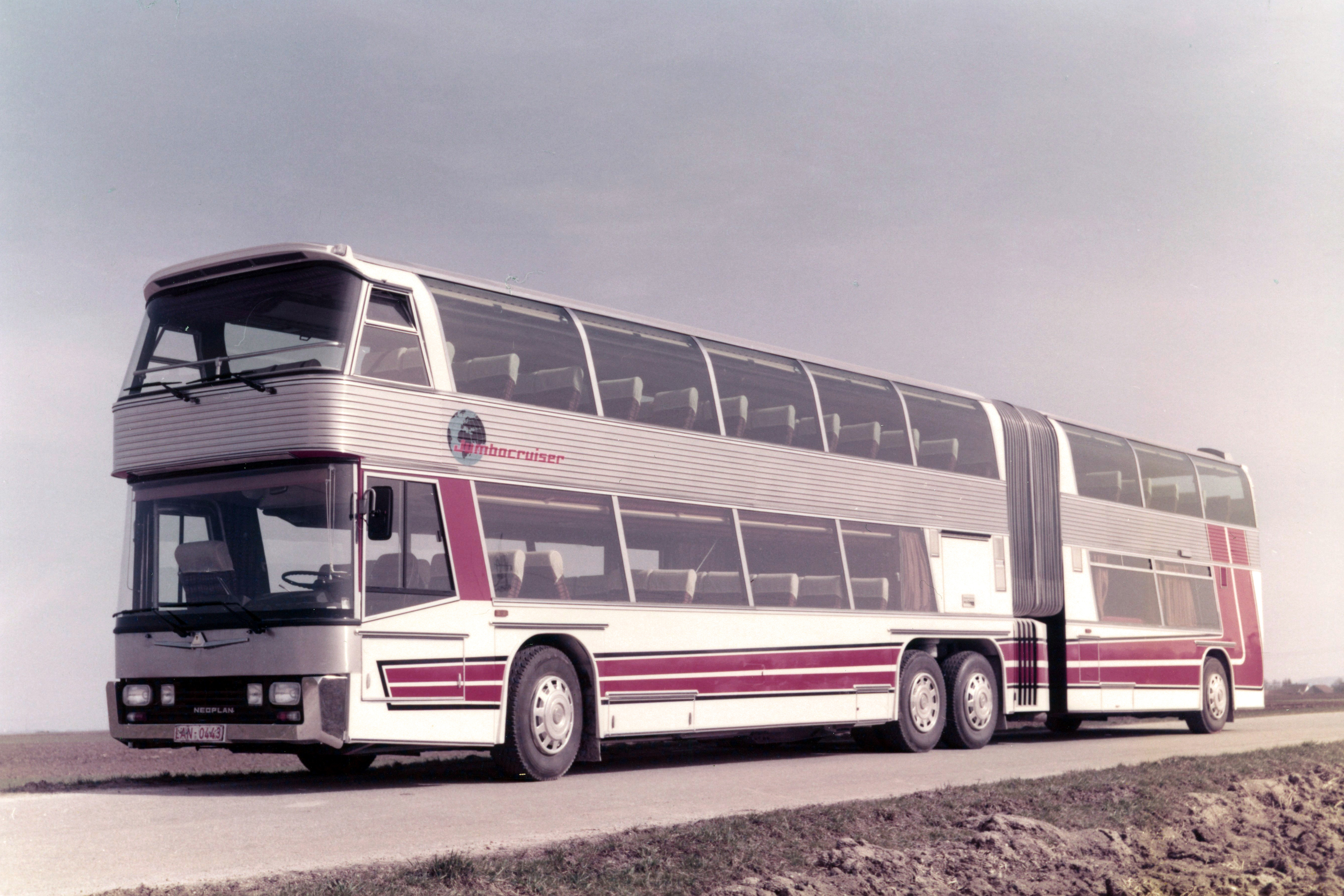
Der vierte Jumbocruiser (1976)

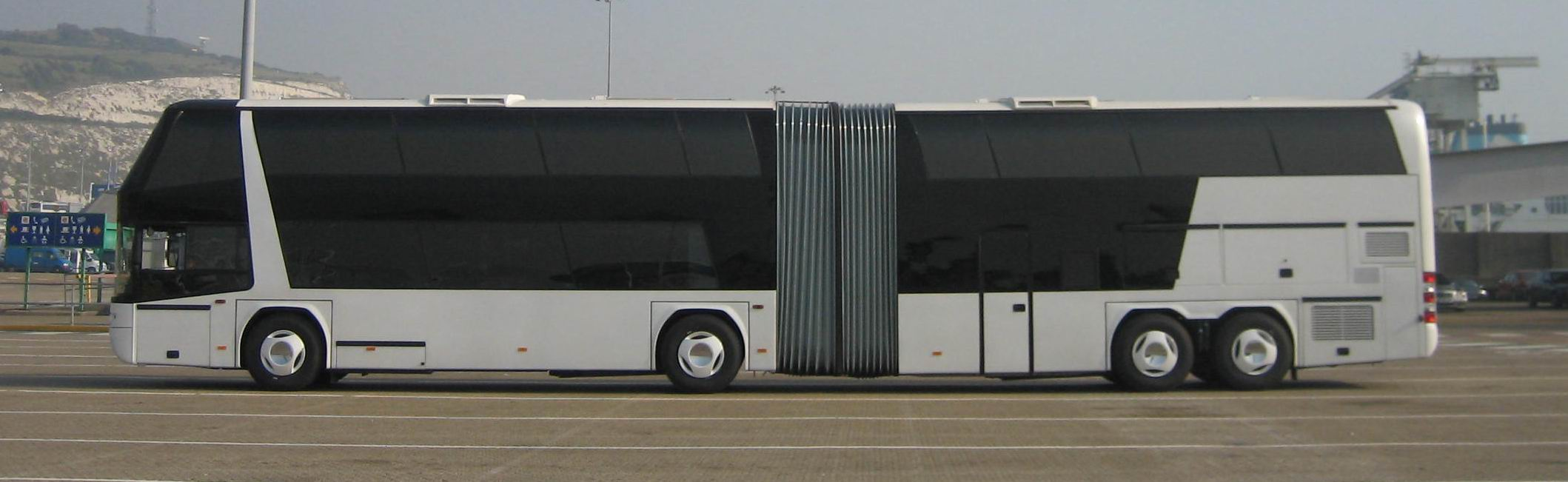
Der letzte gebaute Jumbocruiser, dessen Äußeres bei einer Restaurierung nachträglich an das Design aktueller Neoplan-Doppelstockbusse angepasst wurde

Eine Randerscheinung bilden bis heute die Doppeldeckerbusse mit Gelenk. Diese wurden vereinzelt bereits in den 1970ern gebaut, wie beispielsweise der bereits erwähnte Neoplan Jumbocruiser. Insgesamt gab es elf Exemplare des Neoplan N138/4 Jumbocruiser und zwei vergleichbare Fahrzeuge als Prototypen der Firma Berkhof (Berkhof 2000HDA excellence). Diese insgesamt 13 Fahrzeuge waren die einzigen Doppelstockgelenkbusse der Welt. Bauliche Besonderheit bei Doppeldeckergelenkbussen ist der Übergang vom Vorderwagen zum Nachläufer im Oberdeck. Konstruktiv ist es nicht möglich, zwei Decks zu verbinden und ausreichende horizontale Knickwinkel zu erreichen.
Der Neoplan Jumbocruiser gilt damit auch als der größte straßenzugelassene Omnibus der Welt, da er ohne Ausnahmegenehmigungen auskommt und die damaligen Maximalmaße der StVO voll ausnutzt.
Der Erfolg blieb den Reisejumbos hauptsächlich wegen des hohen Anschaffungspreises verwehrt. Ein Jumbocruiser kostete immer etwa das zweieinhalbfache des kleineren Bruders Skyliner, was ihn zum absoluten Prestigefahrzeug in einer Flotte machte. Zusätzlich schränkte Frankreich in den 1980er Jahren die Durchfahrt für die Riesenbusse ein. Diese Fahrzeuge waren zum damaligen Zeitpunkt meist mit zwei oder drei Fahrern nonstop von Deutschland nach Spanien oder Griechenland unterwegs.

## Oberleitungsbusse

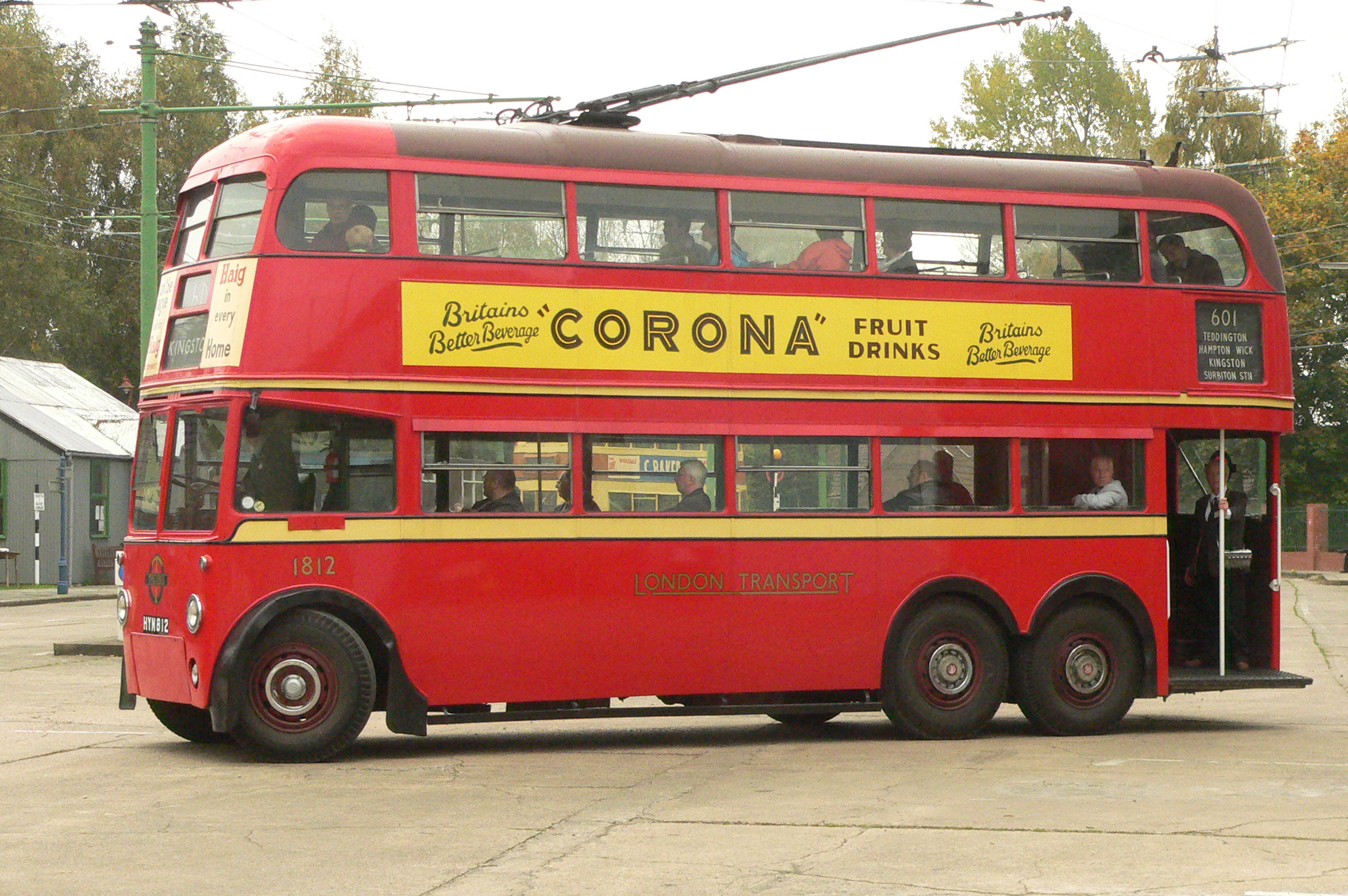
Museal erhaltener Londoner Oberleitungsbus

## Sattelzugbusse

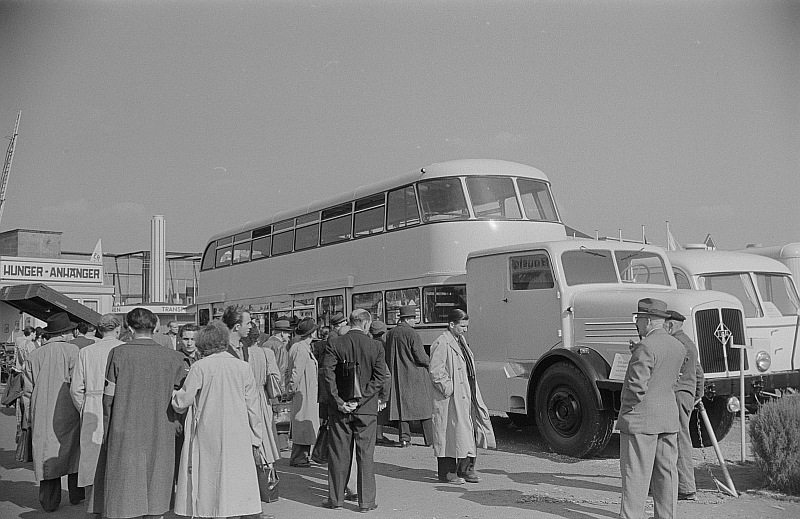
Der 1952 auf der Leipziger Herbstmesse präsentierte Doppeldecker-Sattelzugomnibus war ab 1953 in Ost-Berlin im Einsatz

In Ost-Berlin verkehrten in den 1950er und 1960er Jahren acht Sattelzugomnibusse mit doppelstöckigem Auflieger. Sie wurden als Typ DoSa für „Doppeldecker-Sattelauflieger“ bezeichnet.
Sattelzugbusse wurden auch in Indien (Hyderabad) in den 1980er Jahren eingesetzt.

## Dreideckerbusse
Vor einigen Jahren wurden in Großbritannien durch Umbau aus alten Leyland PD2/12-Doppeldeckern mindestens zwei Dreidecker hergestellt. Die beiden lilafarbenen Fahrzeuge sehen von außen gleich aus. Sie wurden u. a. als Fahrender Ritter in dem Film Harry Potter und der Gefangene von Askaban benutzt. Sie sind jedoch nicht für den Einsatz im öffentlichen Verkehr bestimmt.
Schon 1926 war in der Werkszeitung Echo Continental der Continental Gummiwerke Hannover AG ein Dreideckerbus als Foto zu bestaunen, allerdings als Aprilscherz. Dreideckerbusse sind auch ein wiederkehrendes Motiv in Berlin-Cartoons von Gerhard Seyfried.

## Batteriebus
Im Herbst 2015 wurde erstmals ein elektrisch betriebener Batterie-Doppeldeckerbus vorgestellt. Das 10,2 Meter lange Fahrzeug des chinesischen Herstellers BYD auf Basis des BYD ebus hat eine Kapazität von 54 Sitz- und 27 Stehplätzen. Die ersten Busse verkehren seit 16. März 2016 im Liniendienst der Londoner Verkehrsbetriebe Transport for London.

## Trivia
Die Smiths haben in ihrem Lied There Is a Light That Never Goes Out folgende makaber anmutenden Zeilen gesungen:
And if a double-decker bus
Crashes into us
To die by your side
Is such a heavenly way to die
(dt.: Und wenn ein Doppeldeckerbus
In uns hineinfährt;
An deiner Seite zu sterben,
Ist solch eine himmlische Art zu sterben.)